# Chronic Town
Chronic Town er debut EPen fra det amerikanske alternative rockband R.E.M., der blev udgivet i 1982 på I.R.S. Records. Chronic Town er det første tilfælde af R.E.M.s signatur musikstil: guitarer, akkorder spillet i arpeggio, mumlende sang og obskure tekster.

## Spor
Alle sange er skrevet af Bill Berry, Peter Buck, Mike Mills og Michael Stipe.
Side et – "Chronic Town"
1. "Wolves, Lower" – 4:10
2. "Gardening at Night" – 3:29
3. "Carnival of Sorts (Box Cars)" – 3:54

Side to – "Poster Torn"
1. "1,000,000" – 3:06
2. "Stumble" – 5:40